# 5074 Goetzoertel
5074 Goetzoertel este o planetă minoră (asteroid), cu un diametru de 13,221 km, din centura de asteroizi. A fost descoperită pe 24 august 1949 la Observatorul Goethe Link⁠(d) de Indiana Asteroid Program⁠(d) și a fost numită după Goetz Oertel⁠(d). 
Obiectul prezintă o orbită caracterizată de o semiaxă mare de 2,9908806 UAi, o excentricitate de 0,1, o înclinație de 8,56529 ° în raport cu ecliptica.